# ジョー・プロフィット
ジョー・プロフィット（Joe Profit、1949年8月13日 - ）はルイジアナ州レイクプロビデンス出身のアメリカンフットボール選手。ポジションはランニングバック。

## 経歴
子どもの頃は、Y・A・ティトル、ジム・テイラー、ビリー・キャノンのプレーをラジオで聞いて育った。高校はアフリカ系アメリカ人だけの学校に通った。1967年以前もルイジアナ州の大学でカレッジフットボール選手として活躍したアフリカ系アメリカ人選手は多くいたが、彼らのほとんどはアフリカ系アメリカ人のためのグランブリング州立大学やサザン大学でプレーした選手であり、白人が大多数のノースイーストルイジアナ大学での彼の活躍は、ルイジアナ州での人種差別に風穴を開けるものとなった。彼が大学へ進学する前年にエルビン・アイボリーがサウスウェスタンルイジアナ大学のバスケットボールチームに加入していたが、ルイジアナ州で最も人気のあるスポーツであるフットボールチームでは、白人の大学で黒人選手は誕生していなかった。1年次は172ヤードの獲得にとどまったが、2年次には大学記録となる884ヤードを走り、3年次には1,027ヤードを走り、自身の記録を更新した。大学4年間で2,818ヤードを走り、23TDをあげた。
1971年のNFLドラフト1巡全体7位でアトランタ・ファルコンズに指名された。第4週の試合でひざに重傷を負い、シーズン絶望となるまで3回のランで10ヤードを走った。1972年は40回のランで132ヤードを走ったが、TDなし、1973年は18回のランで55ヤードを走り、2TDをあげた。ファルコンズでは2シーズン半在籍し、17試合に出場、わずか197ヤードのランにとどまった。プロ入りして3シーズン目の1973年のシーズン途中にニューオーリンズ・セインツに移籍し、274ヤードを走った。この年以降、NFLでプレーすることはなかった。
1974年はワールド・フットボール・リーグのバーミンガム・アメリカンズに所属し、ワールドボウルの第2Qに最初のタッチダウンをあげた。1975年はバーミンガム・バルカンズでプレーした。
2018年アメリカ合衆国下院議員選挙で共和党からジョージア州の選挙区から出馬したが民主党のハンク・ジョンソンに敗れた。